# Frullania anderssonii
Frullania anderssonii là một loài rêu tản trong họ Jubulaceae. Loài này được Ångström miêu tả khoa học lần đầu tiên năm 1873.